# 瓜儿豆
瓜儿豆（学名：Cyanopsis tetragonoloba）为豆科瓜儿豆属下的一个种。